# 倒六苯并蒄
倒六苯並蒄（六苯并[a,d,g,j,m,p]蒄）是一种多環芳香烴，化学式为C48H24。它的分子结构是一个蒄分子，在其外围的六个边上各有一个苯环。
倒六苯並蒄结构歪曲，是因为边上的苯环空间拥挤，情况与苯并[c]菲类似。